# Republiken Zakopane
Republiken Zakopane (polska: Rzeczpospolita Zakopiańska) eller Fristaten Zakopane var en kortlivad statsbildning i Galizien runt staden Zakopane, som den 13 oktober 1918 upprättade sitt eget parlament ("nationell organisation"). Målet var inträde i Republiken Polen. Den 30 oktober 1918 förklarade man sig oberoende från Österrike-Ungern, och den 1 november samma år utropade sig parlamentet som "Nationalråd". Parlamentet upplöstes den 16 november samma år, då Polens likvideringskommitté tog över Galizien.
President var Stefan Żeromski.

### Fotnoter
1. ↑  ”Some facts on history” (på engelska). Zakopane stad. Arkiverad från originalet den 24 september 2015. https://web.archive.org/web/20150924005214/http://www.ezakopane.pl/poland/history.html. Läst 27 juni 2014.